# Efecte Oberth
L'efecte Oberth o sobrevol propulsat (powered flyby en anglès) és una característica de l'astronàutica on s'utilitza un motor de coet prop d'un cos gravitatori que, per una mateixa òrbita inicial, pot assolir un canvi de velocitat final molt més gran que si aquest motor de coet és encès lluny del cos. De forma general, l'efecte Oberth explica que l'ús del motor de coet a velocitats elevades genera més energia mecànica que a velocitats baixes.
En termes pràctics, això vol dir que el mètode d'impulsar-se d'una nau especial més energèticament eficient és en el periapsis orbital més baix possible. En aquest punt, la velocitat orbital i l'energia cinètica són màxims.
L'efecte Oberth té lloc perquè el propergol té més energia útil degut a l'energia cinètica addicional sumada a la pròpia energia química potencial. La nau espacial pot utilitzar aquesta energia cinètica per generar més potència mecànica.
Aquest efecte s'utilitza també per entendre el comportament de coets multitram: el tram superior genera molta més energia cinètica útil que l'energia química total del propergol.
Rep el nom de Hermann Oberth, el físic alemany nascut a Romania i un dels fundadors de la coeteria moderna, qui va descriure aquest efecte en el 1927.

## Descripció

### Explicació en termes de treball
Els motors de coet produeixen la mateixa força independentment de la velocitat. Un coet que actua sobre un objecte fix no produeix treball; l'energia química és utilitzada únicament en accelerar el propergol en forma d'escapament. Quan el coet es mou, l'empenta produeix treball mecànic (força multiplicada per la distància).
Com més lluny el coet es mou durant l'ús del coet (és a dir, com més ràpid es mou), més gran és l'energia cinètica conferida al coet, i menor la conferida a l'escapament del propergol.

### Demostració
El treball mecànic es defineix com la força multiplicada per la distància recorreguda durant l'aplicació de la força:
{\displaystyle W={\overrightarrow {F}}\cdot {\overrightarrow {s}}}
Si la força és aplicada en direcció directa, {\displaystyle {\overrightarrow {F}}\cdot {\overrightarrow {s}}=\|F\|\cdot \|s\|=F\cdot s}. De manera que l'energia cinètica, {\displaystyle E_{k}}, és:
{\displaystyle \Delta E_{k}=F\cdot s}
Derivant respecte al temps, s'obté
{\displaystyle {\frac {\mathrm {d} E_{k}}{\mathrm {d} t}}=F\cdot {\frac {\mathrm {d} s}{\mathrm {d} t}}=F\cdot v}
on {\displaystyle v} és la velocitat. Dividint per la massa instantània {\displaystyle m} per expressar-ho en termes d'energia específica ({\displaystyle e_{k}}), s'obté
{\displaystyle {\frac {\mathrm {d} e_{k}}{\mathrm {d} t}}={\frac {F}{m}}\cdot v=a\cdot v}
on {\displaystyle a} és el vector de l'acceleració.
D'aquesta manera, es conclou que la velocitat de guany d'energia específica de cada part del coet és proporcional a la velocitat.